# Nati nel 1359
| Questa pagina contiene informazioni ricavate automaticamente dalle voci biografiche con l'ausilio del template Bio e di un bot. L'aggiornamento è periodico e automatico e ricostruisce completamente la pagina. Se manca una persona in questa lista, sei pregato di non aggiungerla, ma accertati piuttosto che la sua voce biografica contenga il template Bio e che i dati anagrafici siano correttamente compilati. Se il template Bio manca, inseriscilo tu stesso o, in alternativa, metti l'avviso {{tmp\|Bio}} che ne segnala la mancanza. Se i dati riportati sono sbagliati, correggi direttamente la voce biografica; le modifiche saranno visibili in questa lista entro pochi giorni. Per chiarimenti vedi il progetto biografie. La lista contiene solo le 13 persone che sono citate nell'enciclopedia e per le quali è stato implementato correttamente il template Bio. Pagina aggiornata al 10 feb 2025. |

- 11 gennaio - Go-En'yū, imperatore giapponese († 1393)
- 29 maggio - Francesco II da Carrara, nobile italiano († 1406)
- 15 luglio - Antonio Correr, cardinale e vescovo cattolico italiano († 1445)
- Sceicco Bedreddin, mistico, teologo e rivoluzionario ottomano († 1420)
- Andrea Bulgaro, diplomatico e poeta italiano
- Carlo Visconti di Parma, nobile italiano († 1403)
- Ulrich Ensingen, architetto tedesco († 1419)
- Ephraim Alnaqua, spagnolo († 1442)
- Eric I di Meclemburgo, principe († 1397)
- Francescuccio Ghissi, pittore italiano († 1395)
- Intharacha, sovrano siamese († 1424)
- Niccolò da Uzzano, politico e umanista italiano († 1431)
- Margherita di Norimberga, nobildonna tedesca († 1391)